# 하모치정
하모치정(羽茂町)은 니가타현 사도군에 설치되었던 정이다. 사도섬의 남해안에 위치하고 있었다. 2004년 사도 지방 전역이 합병하여 사도 시의 일부가 되었다.

## 역사
- 1901년 11월 1일 - 하모치혼고촌, 센주촌, 오하시촌이 합병해 하모치촌이 성립하였다.
- 1961년 4월 1일 - 정으로 승격해 하모치정이 되었다.
- 2004년 3월 1일 - 료쓰시, 사와타정, 아이카와정, 니보촌, 하타노정, 마노정, 오기정, 가나이정, 아카도마리촌과 합병해 사도시가 되어 소멸했다.

## 교통

### 도로
- 국도 350호선
- 니가타현도 제45호 사도 일주선